# Messeix
Messeix (/mə.sɛ/) est une commune française, située dans le département du Puy-de-Dôme, en région Auvergne-Rhône-Alpes.
Ses habitants, au nombre de 1 006 au recensement de 2022, sont appelés les Messeiroux.

## Géographie

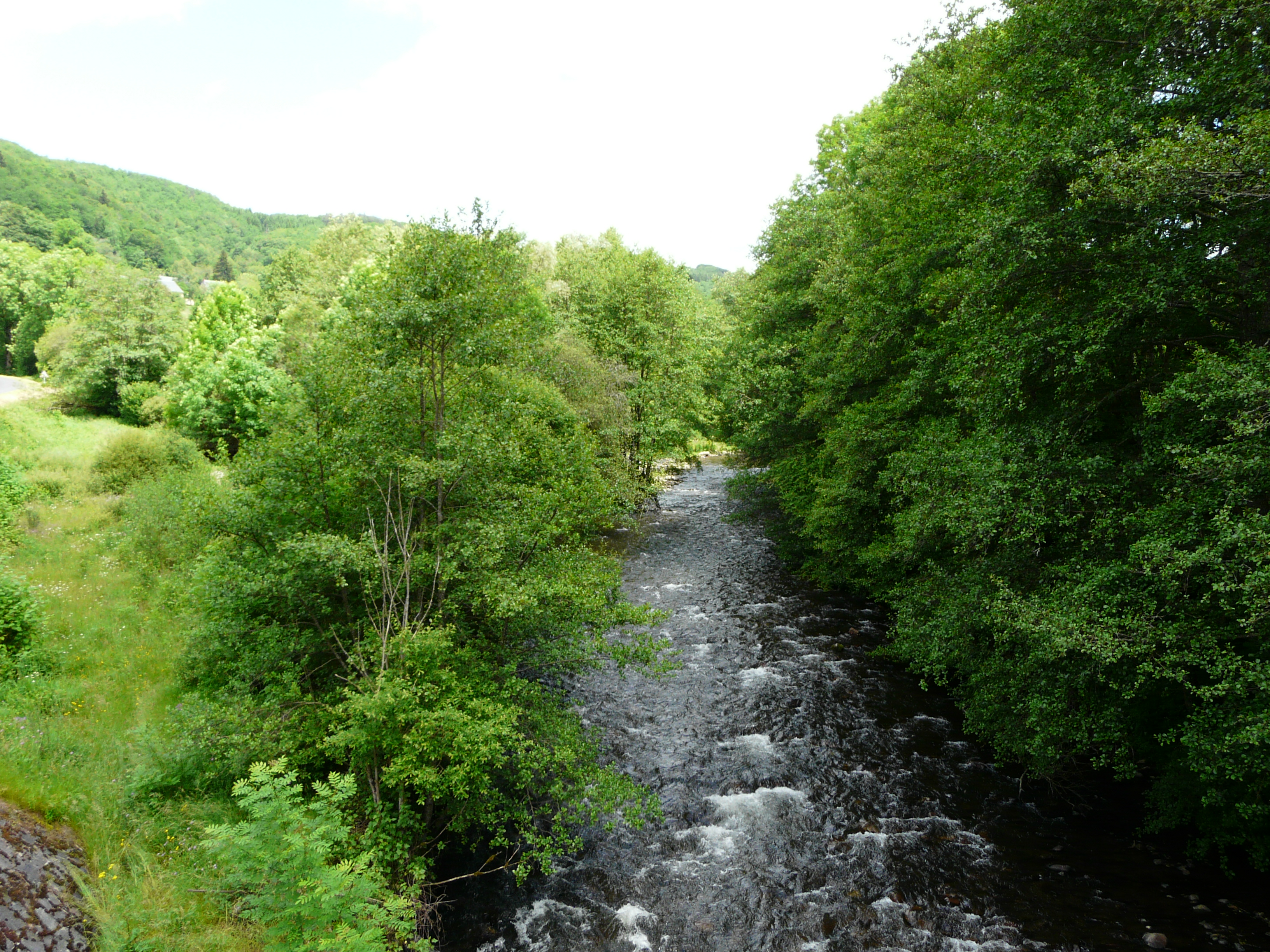
La Dordogne, en limite de la commune d'Avèze.

### Localisation
La commune se situe en région Auvergne-Rhône-Alpes, dans le quart sud-ouest du département du Puy-de-Dôme. Elle est limitrophe du département de la Corrèze et de la région Nouvelle-Aquitaine, et n'est qu'à moins de dix kilomètres des limites départementales du Cantal et de la Creuse. Elle s'étend sur 39,32 km2 et comptait 1 006 habitants en 2022. Avec une densité de 27 habitants par kilomètre carré, Messeix a subi une forte baisse de 16,4 % de sa population[Quand ?] par rapport à 1999.

### Communes limitrophes
| Monestier-Merlines (Corrèze) | Bourg-Lastic | Saint-Sulpice |
| Merlines (Corrèze)           | Messeix      | Avèze         |
| Savennes                     |              | Singles       |

### Géologie et relief
Son altitude minimale, 570 mètres, se situe à l'ouest, là où le Chavanon quitte le territoire communal et continue en servant de limite naturelle entre Merlines et Savennes. L'altitude maximale avec 863 mètres est atteinte à l'extrême-est, en limite de Saint-Sulpice, sur les hauteurs qui surplombent les gorges de la Dordogne.

### Hydrographie
La Dordogne au sud-est, la Clidane au nord et le Chavanon au nord-ouest sont les principaux cours d'eau qui bordent la commune, proche du parc naturel régional de Millevaches en Limousin.

### Transports
Implanté à 763 mètres d'altitude, à la jonction des routes départementales 31, 73 et 73C, le bourg de Messeix est situé en distances orthodromiques 20 km au nord-est d'Ussel et 44 km au sud-ouest de Chamalières, la plus grande ville à proximité.
La commune est également desservie à l'est par la route départementale 987. Au nord, elle est traversée par l'autoroute A89 entre les viaducs du Chavanon et de la Clidane.

### Climat
Pour des articles plus généraux, voir Climat d'Auvergne-Rhône-Alpes et Climat du Puy-de-Dôme.
En 2010, le climat de la commune est de type climat de montagne, selon une étude du Centre national de la recherche scientifique s'appuyant sur une série de données couvrant la période 1971-2000. En 2020, Météo-France publie une typologie des climats de la France métropolitaine dans laquelle la commune est exposée à un climat de montagne ou de marges de montagne et est dans la région climatique Ouest et nord-ouest du Massif Central, caractérisée par une pluviométrie annuelle de 900 à 1 500 mm, maximale en automne et en hiver.
Pour la période 1971-2000, la température annuelle moyenne est de 8,9 °C, avec une amplitude thermique annuelle de 15 °C. Le cumul annuel moyen de précipitations est de 1 183 mm, avec 13,4 jours de précipitations en janvier et 8,7 jours en juillet. Pour la période 1991-2020, la température moyenne annuelle observée sur la station météorologique de Météo-France la plus proche, « Saint-Sulpice », sur la commune de Saint-Sulpice à 7 km à vol d'oiseau, est de 9,4 °C et le cumul annuel moyen de précipitations est de 1 001,7 mm,. Pour l'avenir, les paramètres climatiques de la commune estimés pour 2050 selon différents scénarios d'émission de gaz à effet de serre sont consultables sur un site dédié publié par Météo-France en novembre 2022.

## Urbanisme

### Typologie
Au 1er janvier 2024, Messeix est catégorisée commune rurale à habitat dispersé, selon la nouvelle grille communale de densité à sept niveaux définie par l'Insee en 2022.
Elle est située hors unité urbaine et hors attraction des villes,.

### Occupation des sols
L'occupation des sols de la commune, telle qu'elle ressort de la base de données européenne d’occupation biophysique des sols Corine Land Cover (CLC), est marquée par l'importance des territoires agricoles (51,7 % en 2018), une proportion sensiblement équivalente à celle de 1990 (51,5 %). La répartition détaillée en 2018 est la suivante : forêts (38 %), prairies (34,5 %), zones agricoles hétérogènes (17,2 %), zones urbanisées (5,7 %), milieux à végétation arbustive et/ou herbacée (4,7 %). L'évolution de l’occupation des sols de la commune et de ses infrastructures peut être observée sur les différentes représentations cartographiques du territoire : la carte de Cassini (XVIIIe siècle), la carte d'état-major (1820-1866) et les cartes ou photos aériennes de l'IGN pour la période actuelle (1950 à aujourd'hui).

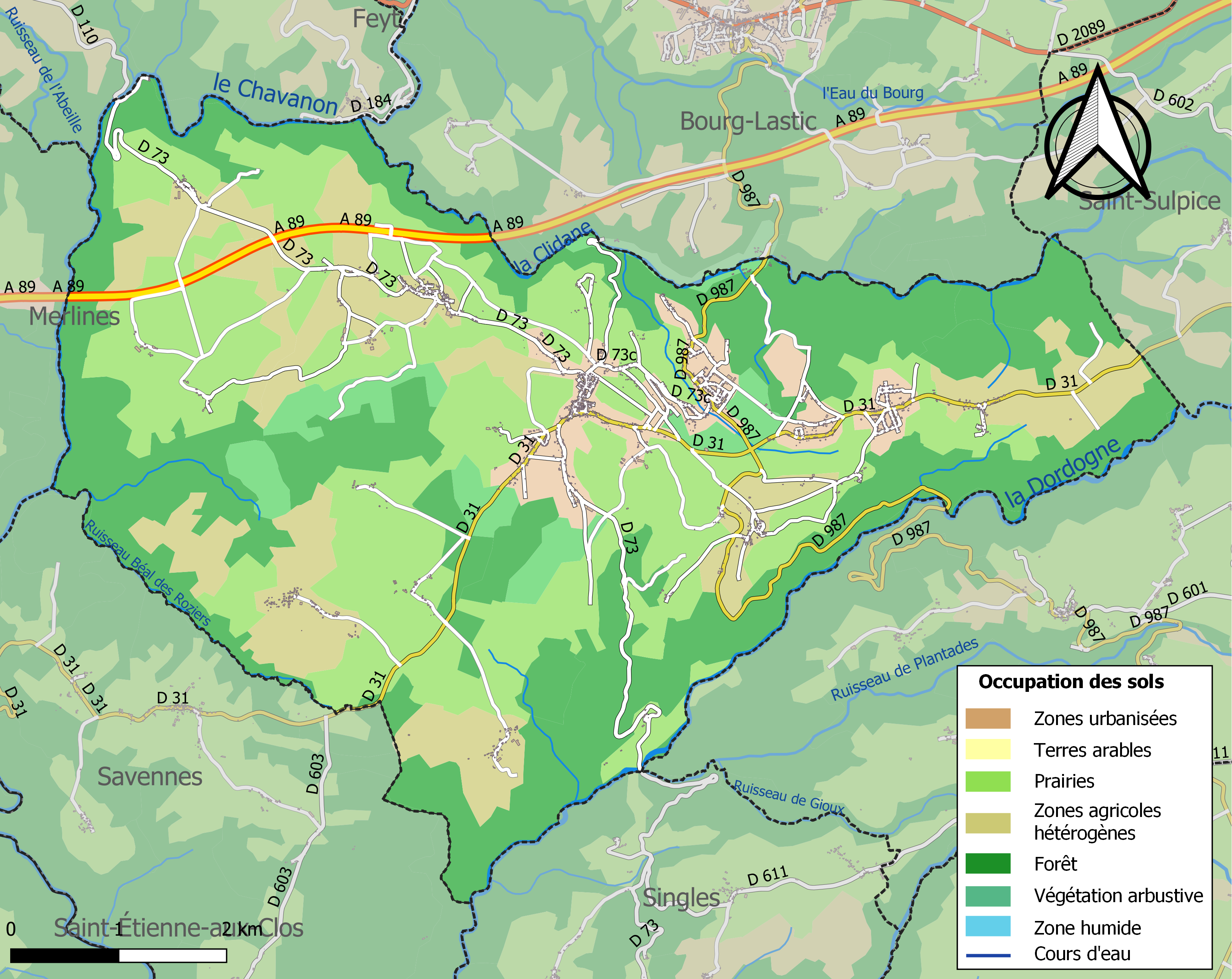
Carte des infrastructures et de l'occupation des sols de la commune en 2018 (CLC).

## Histoire

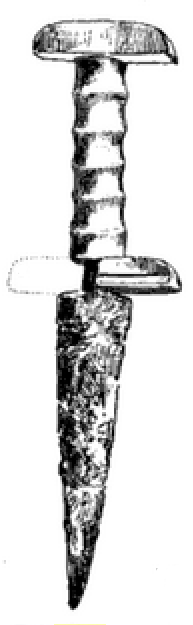
Petit glaive gallo-romain (tombe)

### Antiquité
Védrine
De nombreux vestiges antiques sont recensés sur ce site qui se trouve à 4 km au nord-ouest de Messeix.
En 1857 G. Grange mentionne la découverte d'un cimetière à incinération, avec plus de cent coffres funéraires comme celui ci-dessous, près d'une « bourgade d'apparence populeuse et jugée opulente d'après les restes de substructions, la qualité des matériaux et des objets » (par exemple, fondations d'une maison avec des restes d'hypocauste). Le cimetière a livré plusieurs types de sépultures, dit-il aussi. Il présente notamment un coffre funéraire à incinération avec son urne.

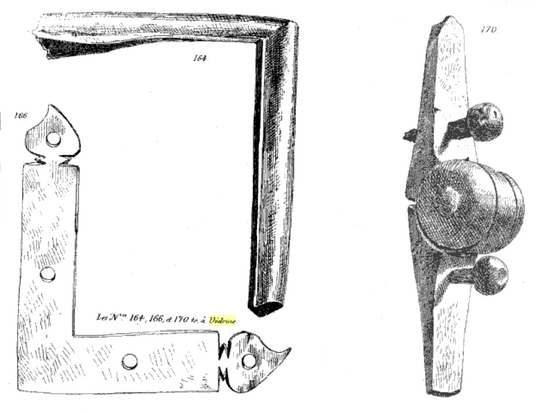
Ferrures de porte, bronze : angle d'encadrement, équerre et charnière avec ses clous.
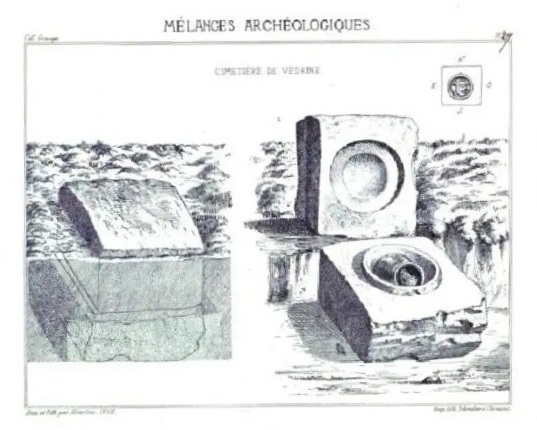
Coffre à incinération.

Le site internet de la commune indique que cette nécropole a livré des urnes en céramique sigillée et une sépulture, que plusieurs villae se trouvaient alentour et une canalisation en briques venait de la direction de Bialon et une voie gallo-romaine traversait le plateau de Védrine.
Un souterrain dit gallo-romain, plusieurs constructions romaines, d'hypothétiques villas et une voie romaine sont signalés[Où ?].

### Époque contemporaine
Après la défaite militaire de juin 1940, le maréchal Pétain, chef de l’État français, constitue des groupements militaires de jeunes, les chantiers de la jeunesse, destinés à remplacer l’armée française en zone non occupée. Pour l’installation d’un de ces camps, le commissariat régional de la province d’Auvergne choisit Messeix et des villages voisins dont Savennes, parce que les landes nombreuses se prêtent bien à son implantation et car le secteur est bien desservi en voies ferrées et gares. L’autorité préfectorale sollicite le maire de Messeix, élu depuis 1924, le docteur Moreau, médecin de la mine depuis 1905, radical-socialiste et l’engage vivement à tout faire pour favoriser cette installation du « groupement 22 » des chantiers de jeunesse. Les jeunes s’occuperont de plantations, de reboisement de terrains incultes, de réfection de chemins. Le 13 octobre 1943, la Wehrmacht soupçonnant des connivences entre le groupement 22 et les maquis opèrent une rafle des jeunes des chantiers de jeunesse. Le groupement 22 sera dissous fin octobre 1943.
À partir de 1943, le village de Messeix voit une partie de sa population acquise à la Résistance. Certains hommes sont affiliés aux maquis FTP influents sur le secteur (notamment en Corrèze) et d'autres se rassemblent sous Alfred Pabiot, instituteur local, pour former une compagnie d'une centaine de sédentaires. Cette compagnie de sédentaires dépend des Mouvements Unis de la Résistance dont la direction, pour le secteur Bourg-Lastic / Messeix, est assurée par le docteur Willy Mabrut de Bourg-Lastic. À compter du 15 mai 1944, cette compagnie de sédentaires (la 1re compagnie de la zone 3 des FFI d'Auvergne) se rend au camp de Saint-Genès-Champespe (Puy-de-Dôme) où, d'après Willy Mabrut lui-même, environ 5000 maquisards sont réunis sur place jusqu'au 15 juin 1944 dans le cadre de la stratégie combattante définie début mai par l'État-Major des FFI d'Auvergne dans la perspective du débarquement allié survenu le 6 juin en Normandie.
Le 12 juillet, au moins douze mineurs de Messeix sont arrêtés par la Wehrmacht qui opère des recherches et des interrogatoires dans la région depuis le 9 juillet. Ces opérations sont réalisées en réaction à l'embuscade tendue par des maquisards au Chavanon le 7 juillet à un convoi allemand circulant entre Clermont-Ferrand et Ussel. Sept mineurs arrêtés le 12 juillet sont fusillés le 15 juillet 1944 au camp militaire de Bourg-Lastic avec seize autres otages pris à Bourg-Lastic, Herment et en Creuse (Clairavaux près de la Courtine).

## Politique et administration

### Découpage territorial
La commune de Messeix est membre de la communauté de communes Chavanon Combrailles et Volcans, un établissement public de coopération intercommunale (EPCI) à fiscalité propre créé le 1er janvier 2017 dont le siège est à Pontaumur. Ce dernier est par ailleurs membre d'autres groupements intercommunaux. Jusqu'en 2016, elle faisait partie de la communauté de communes Sioulet-Chavanon.
Sur le plan administratif, elle est rattachée à l'arrondissement de Riom depuis 2017, à la circonscription administrative de l'État du Puy-de-Dôme et à la région Auvergne-Rhône-Alpes. Avant mars 2015, elle faisait partie du canton de Bourg-Lastic.
Sur le plan électoral, elle dépend du canton de Saint-Ours pour l'élection des conseillers départementaux, depuis le redécoupage cantonal de 2014 entré en vigueur en 2015, et de la deuxième circonscription du Puy-de-Dôme pour les élections législatives, depuis le dernier découpage électoral de 2010 (troisième circonscription avant 2010).

### Élections municipales et communautaires

#### Élections de 2020
Le conseil municipal de Messeix, commune de plus de 1 000 habitants, est élu au scrutin proportionnel de liste à deux tours (sans aucune modification possible de la liste), pour un mandat de six ans renouvelable. Compte tenu de la population communale, le nombre de sièges à pourvoir lors des élections municipales de 2020 est de 15. Les quinze conseillers municipaux sont élus au premier tour, le 15 mars 2020, avec un taux de participation de 67,14 %, se répartissant en : douze sièges issus de la liste de Jean-Pierre Turek et trois sièges issus de la liste de Florence Boueix.
Les quatre sièges attribués à la commune au sein du conseil communautaire de la communauté de communes Chavanon Combrailles et Volcans se répartissent en : trois sièges issus de la liste de Jean-Pierre Turek et un siège issu de la liste de Florence Boueix.

#### Chronologie des maires
| Période                                  | Période    | Identité               | Étiquette   | Qualité |
| ---------------------------------------- | ---------- | ---------------------- | ----------- | --- |
| Les données manquantes sont à compléter. |            |                        |             | |
| 1920                                     | 1944       | Docteur Georges Moreau | RGR         | Conseiller général du canton de Bourg-Lastic                                                                                 |
| 1944                                     | 1959       | Pierre Bascoulergue    | SFIO        | |
| 1959                                     | 1965       | Marcel Pinson          | SFIO        | |
| 1965                                     | 1971       | Jean Morellon          | RI puis UDF | Médecin Conseiller général du canton de Bourg-Lastic Président du conseil régional d'Auvergne (1974-1977) Député (1969-1981) |
| 1971                                     | 1977       | Paul Passelaigue       | Socialiste  | Employé à la Sécurité sociale minière Conseiller général du canton de Bourg-Lastic (1979-1992)                               |
| 1977                                     | 1983       | Jean Morellon          | RI puis UDF | Médecin Conseiller général du canton de Bourg-Lastic Président du conseil régional d'Auvergne (1974-1977) Député (1969-1981) |
| 1983                                     | 1995       | Paul Passelaigue       | Socialiste  | Employé à la Sécurité sociale minière Conseiller général du canton de Bourg-Lastic                                           |
| 1995                                     | avril 2014 | Gilles Battut          | Socialiste  | Conseiller général du canton de Bourg-Lastic                                                                                 |
| avril 2014                               | mai 2020   | Marc Mangot            | SE          | Agriculteur retraité |
| mai 2020                                 | En cours   | Jean-Pierre Turek      |             | Chef d'entreprise paysagiste                                                                                                 |

## Équipements et services publics

### Eau et déchets
La collecte des déchets est assurée par le syndicat mixte de collecte et de traitement des ordures ménagères de la Haute-Dordogne. La déchèterie la plus proche est située à Saint-Sauves-d'Auvergne.
Elle appartient également au syndicat intercommunal d'alimentation en eau potable Clidane-Chavanon, les deux intercommunalités de gestion siégeant à Bourg-Lastic.

### Enseignement
Messeix dépend de l'académie de Clermont-Ferrand. Elle gère une école primaire publique, allant de la maternelle au CM2.

## Population et société

### Démographie
Les habitants de la commune sont appelés les Messeiroux.
L'évolution du nombre d'habitants est connue à travers les recensements de la population effectués dans la commune depuis 1793. Pour les communes de moins de 10 000 habitants, une enquête de recensement portant sur toute la population est réalisée tous les cinq ans, les populations de référence des années intermédiaires étant quant à elles estimées par interpolation ou extrapolation. Pour la commune, le premier recensement exhaustif entrant dans le cadre du nouveau dispositif a été réalisé en 2006.

En 2022, la commune comptait 1 006 habitants, en évolution de −3,64 % par rapport à 2016 (Puy-de-Dôme : +2,1 %, France hors Mayotte : +2,11 %).
| 1793  | 1800  | 1806  | 1821  | 1831  | 1836  | 1841  | 1846  | 1851  |
| ----- | ----- | ----- | ----- | ----- | ----- | ----- | ----- | ----- |
| 1 627 | 1 738 | 1 740 | 1 762 | 1 880 | 1 931 | 1 951 | 1 986 | 2 091 |

| 1856  | 1861  | 1866  | 1872  | 1876  | 1881  | 1886  | 1891  | 1896  |
| ----- | ----- | ----- | ----- | ----- | ----- | ----- | ----- | ----- |
| 2 209 | 2 214 | 2 120 | 1 914 | 2 008 | 1 952 | 2 047 | 2 055 | 2 104 |

| 1901  | 1906  | 1911  | 1921  | 1926  | 1931  | 1936  | 1946  | 1954  |
| ----- | ----- | ----- | ----- | ----- | ----- | ----- | ----- | ----- |
| 2 046 | 2 148 | 2 326 | 2 566 | 3 076 | 3 017 | 2 922 | 3 080 | 3 366 |

| 1962  | 1968  | 1975  | 1982  | 1990  | 1999  | 2006  | 2011  | 2016  |
| ----- | ----- | ----- | ----- | ----- | ----- | ----- | ----- | ----- |
| 3 552 | 3 236 | 2 524 | 2 200 | 1 544 | 1 339 | 1 195 | 1 089 | 1 044 |

| 2021  | 2022  | - | - | - | - | - | - | - |
| ----- | ----- | - | - | - | - | - | - | - |
| 1 020 | 1 006 | - | - | - | - | - | - | - |

## Économie
Jusqu'en 1988, il y avait à Messeix une mine de charbon, aujourd'hui désaffectée.

## Culture locale et patrimoine

### Lieux et monuments

#### L'église Saint-Pierre
L’église Saint-Pierre de Messeix date du XIIe siècle. Des travaux ont eu lieu aux XIVe et XVe siècles, mais des éléments de la première église ont été conservés et réemployés. Ainsi, les modillons soutenant la corniche de toit qui représentent des visages ou des animaux sont d'origine romane. Une curieuse fenêtre gothique murée orne le chevet. À l'intérieur, l'élément le plus remarquable est le maître-autel et son retable de style baroque.

#### Le puits Saint-Louis, devenu musée de la Mine
Depuis le 25 janvier 1990, date de sa création, l'« Association du musée du Puits Saint-Louis - Mine de Messeix », association reconnue d'intérêt général, s'est employée à sauvegarder l'essentiel des installations minières du puits Saint-Louis, ainsi que tout le matériel cédé par les HBCM (Charbonnages de France). Le musée de la Mine reproduit les conditions de travail des mineurs de fond. Il permet aux visiteurs de ressentir les sensations du mineur. De nombreux équipements y sont mis en valeur.

#### Musée de l'école rurale d'Auvergne
Le musée est situé dans l'ancienne école de Bogros. C'est à Pierrette Loiseau qu'est due l’initiative de ce musée, la réunion des collections et leur présentation. Le musée a pour objectifs de préserver la mémoire du passé, de permettre aux enfants d’aujourd’hui de découvrir l’école de leurs grands-parents et de mesurer le chemin parcouru depuis cette époque. Ce musée veut aussi être un message de souvenir aux anciens maîtres et aux enfants de la commune, qui se retrouveront dans les deux cents photos (de 1905 à 1965) présentées sur des panneaux et un album. La première salle est une classe reconstituée dans son authenticité. Après un passage au couloir vestiaire, où les enfants et les adultes revêtent une blouse noire ou grise et chaussent des galoches hautes, ils s’installent dans la salle de classe. Un bref commentaire sur l’historique de l’école de Jules Ferry précède la page d’écriture à la plume et à l’encre violette. La vie de l’écolier d’autrefois est évoquée. La deuxième salle est une salle d’exposition d’objets d’écolier, de vêtements, jouets, livres, cahiers, objets usuels de la vie quotidienne de cette époque.

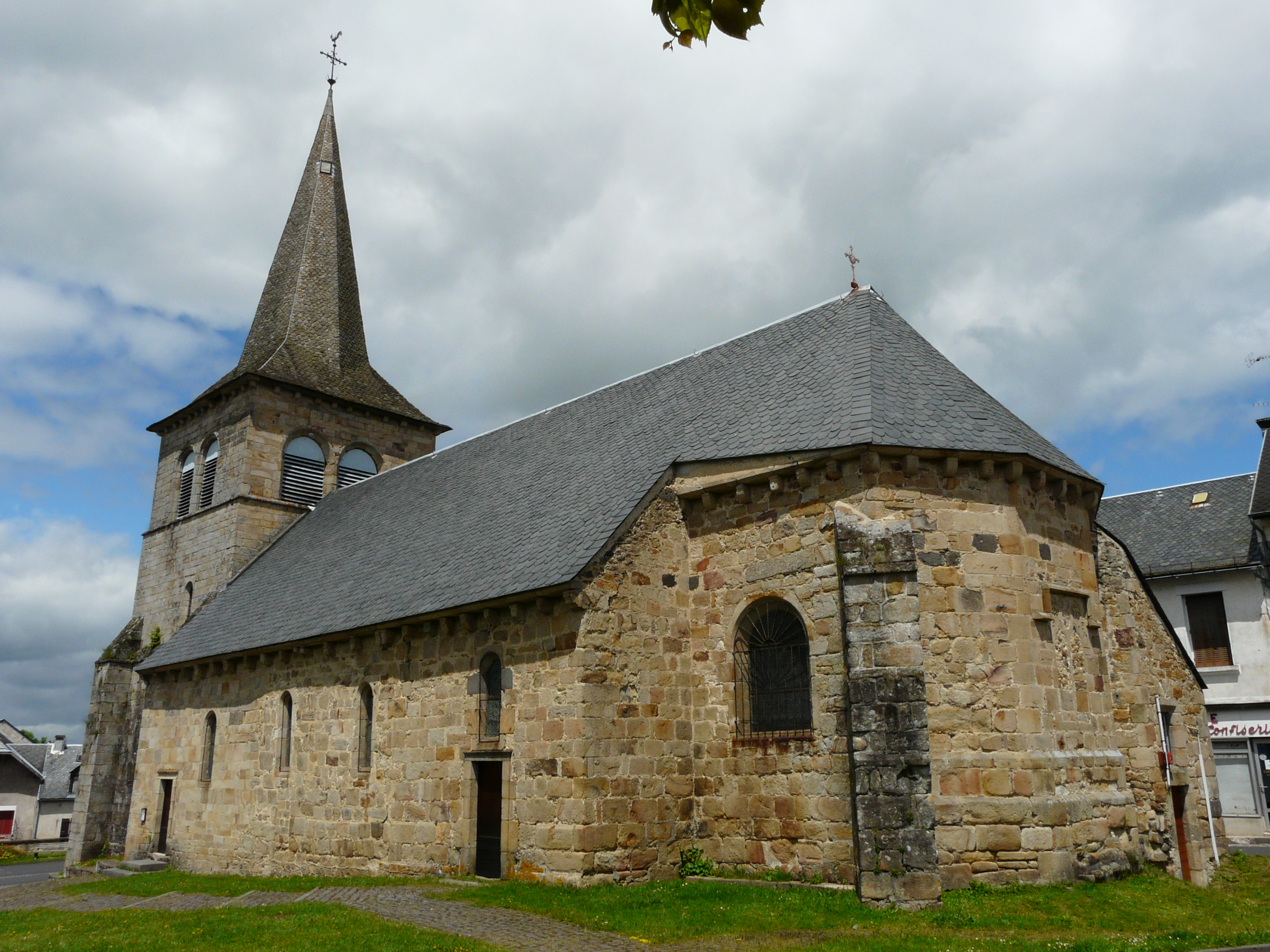
L'église Saint-Pierre.
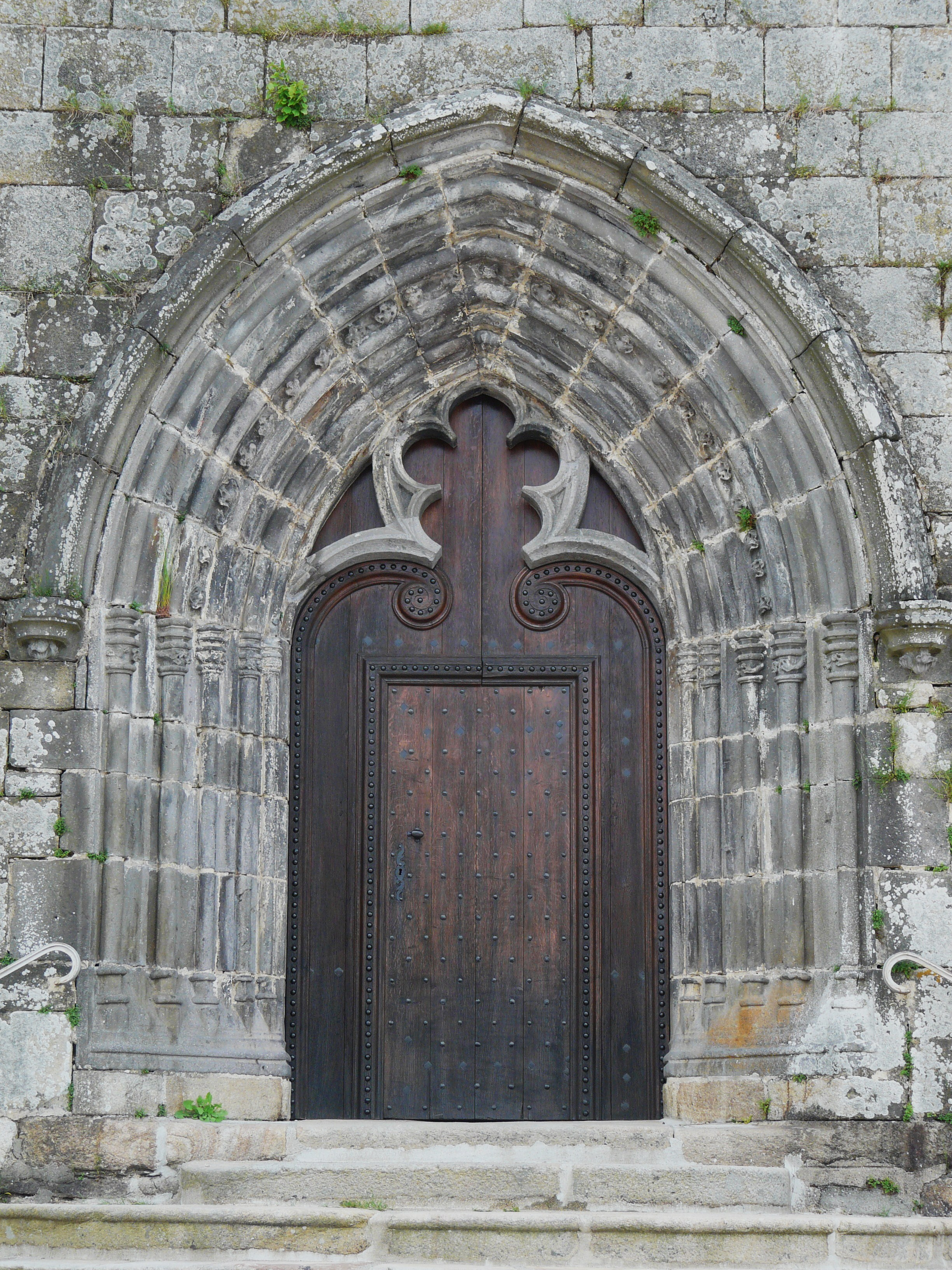
Le portail de l'église.
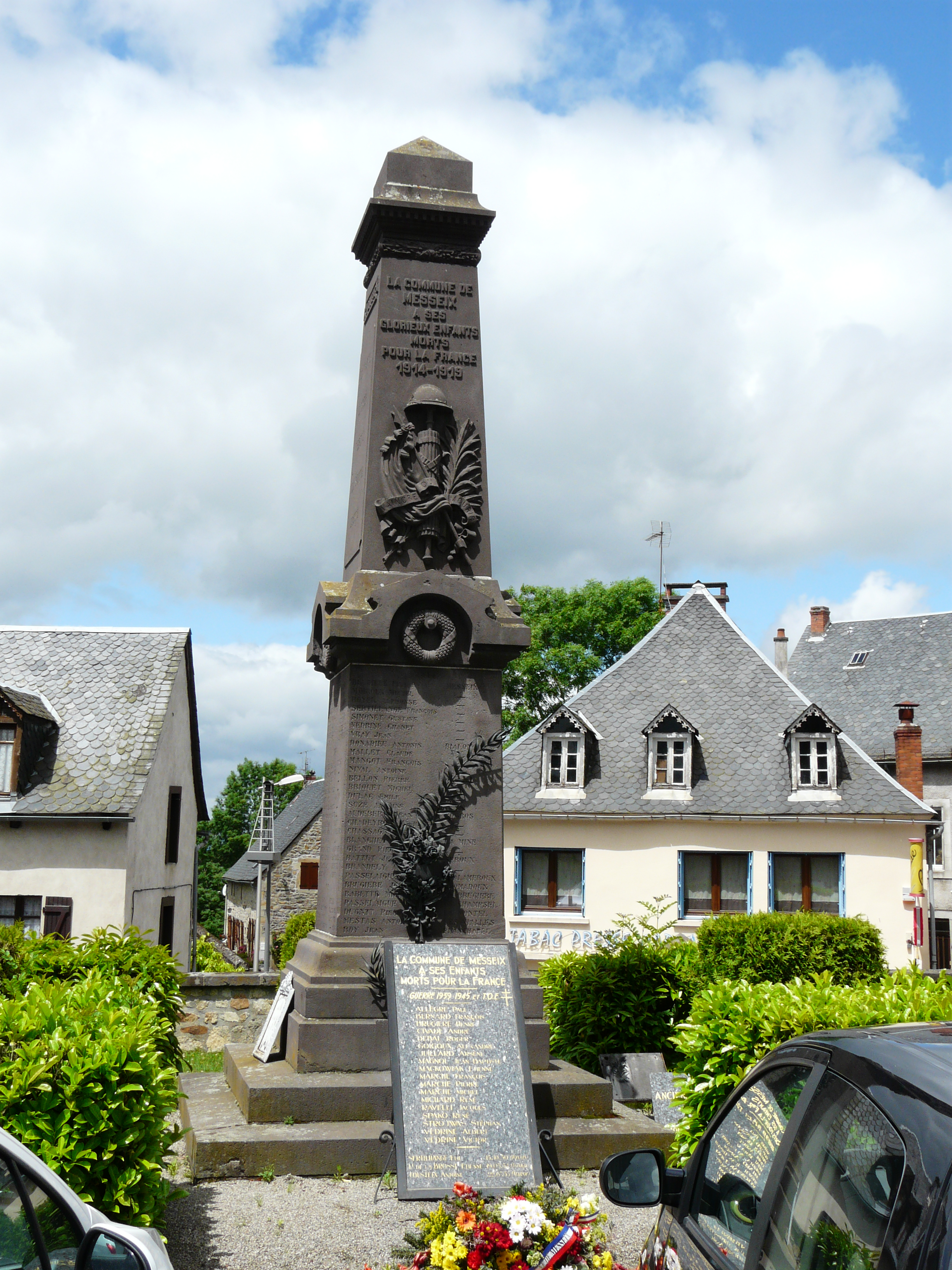
Le monument aux morts.
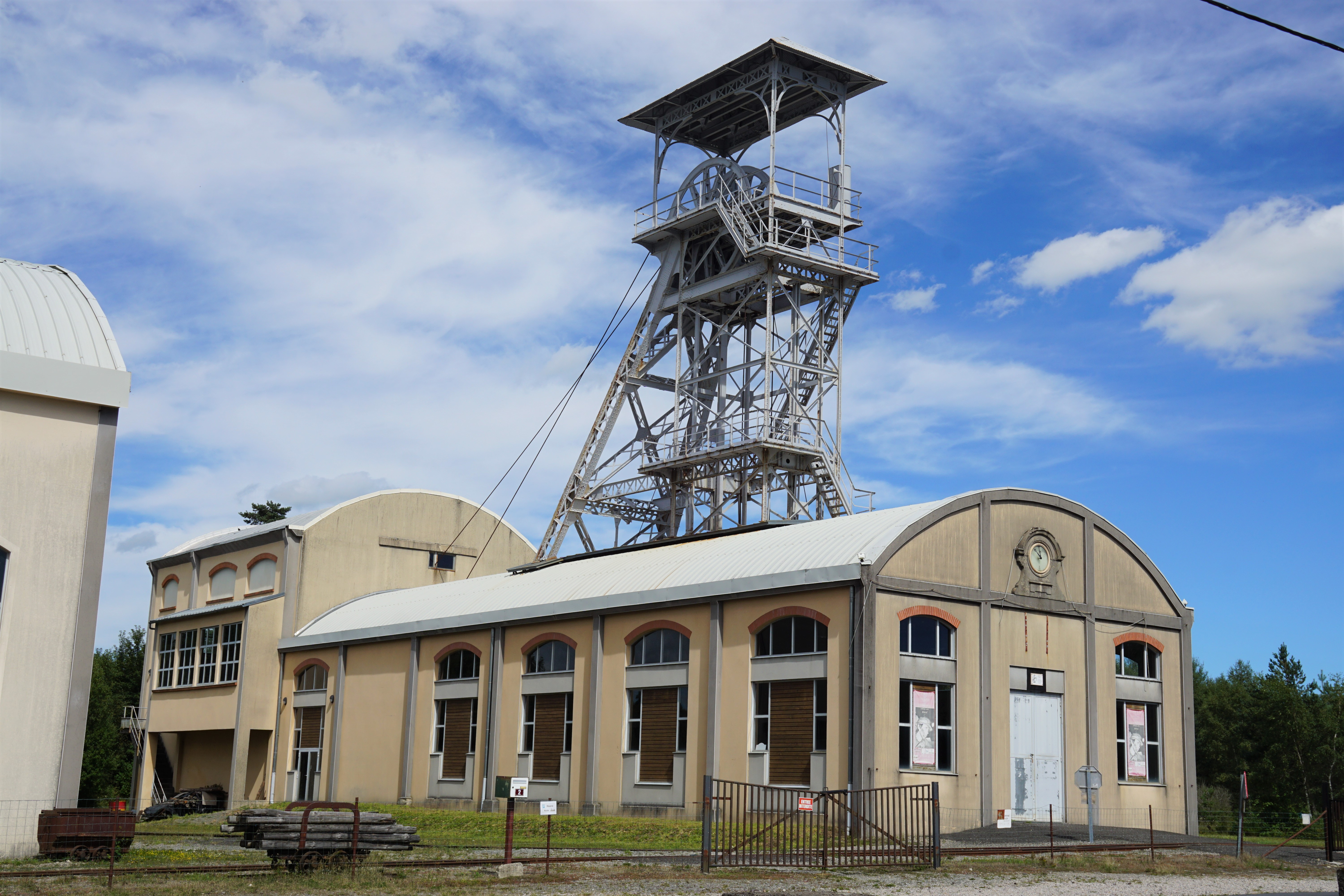
Le puits Saint-Louis.

### Personnalités liées à la commune
- Marius Vazeilles (1881-1973), né à Messeix, expert forestier, syndicaliste, archéologue.
- Jean Morellon (1921-2013), né à Messeix ; Jean Morellon commence sa carrière politique à Messeix en 1953 où il est élu conseiller municipal. En 1965, il est élu maire de la commune. Il est élu conseiller général du canton de Bourg-Lastic en 1967. En juillet 1969, lorsque Valéry Giscard d'Estaing est nommé au gouvernement Chaban-Delmas, Morellon devient donc député, en qualité de suppléant. En 1973, il est nommé vice-président du conseil général du Puy-de-Dôme. Il quitte cette charge en 1976, tout en restant conseiller général jusqu'en 1979. En 1974, il devient le premier président du conseil régional de la région Auvergne jusqu'en 1977. En 1978, Jean Morellon se présente à l'élection législative et est élu. Mandat parlementaire de 1969 - 1981 : député de la 2e circonscription du Puy-de-Dôme.